# 포드 레인저
포드 레인저(Ford Ranger)는 미국의 자동차 제조 회사인 포드가 생산, 판매하는 미드사이즈 픽업 트럭이다.
매버릭보다는 한 단계 윗급이고, F시리즈 계열보다 한 체급 아래의 픽업 트럭이다. 미국용과 국제 시장용 모델이 따로 있었으나, 3세대부터 국제 시장용 모델을 약간 변형하는 방식으로 미국용을 통합하였다.
대한민국에는 2021년 4월 12일에 3세대 모델을 첫 출시했으며, 남아프리카 공화국 생산분이 들어온다. 213마력 2.0리터 커먼레일 디젤 엔진과 10단 자동변속기가 장착된다. 다만 4세대로 풀 모델 체인지를 앞두고 3세대를 출시하여 논란이 있었으며, 4세대는 2023년부터 대한민국 판매를 시작했다.
대한민국에는 익스플로러 스포츠 트랙 이후 2번째로 출시하는 포드의 픽업 트럭이다. 대한민국에서 화물차로 형식 승인을 받지 못한 익스플로러 스포츠 트랙과 달리, 포드코리아가 정식으로 판매하는 픽업 트럭 중에서는 처음으로 대한민국에서 화물차로 형식 승인을 받았다. 또한 미국 자동차 브랜드의 미드사이즈급 픽업 트럭 중에서는 유일하게 디젤 엔진을 장착하여 출시했다.
6세대 브롱코는 4세대 레인저의 플랫폼을 이용한다. 또한 미국 현지에서 판매하는 레인저는 브롱코와 가솔린 터보 엔진을 공용한다.

## 경쟁 차종
- 쉐보레 - 콜로라도
- 쌍용자동차 - 렉스턴 스포츠
- 토요타 - 툰드라
- 혼다 - 릿지라인
- 폭스바겐 - 아마록
- 지프 - 글래디에이터
- 닛산 - 패트롤